# Aya (Miyazaki)
Aya (綾町?) è una cittadina giapponese della prefettura di Miyazaki.